# GSAT-1
O GSAT-1 foi um satélite de comunicação experimental geoestacionário indiano que foi construído e também operado pela Organização Indiana de Pesquisa Espacial (ISRO). O satélite foi baseado na plataforma I-2K (I-2000) Bus.

## Objetivo
O satélite foi lançado a bordo do GSLV-D1 (demonstrador de tecnologia) para monitoramento de desempenho, monitoramento na área de segurança de voo e determinação de órbita preliminar (POD). O Mesmo era equipado com instrumentos usando como Pulse Code Modulation (PCM), transmitindo na frequência de banda S e transponders que operavam em banda C.

## História
O GSAT-1 encontrou problemas, impedindo os planos de realização de experimentos a bordo. O satélite de 1,54 toneladas esteve em órbita em um período de 23 horas e dois minutos, em vez das 24 horas planejadas em órbita geoestacionária. O satélite estava sendo usado para uma variedade de experiências, como a radiodifusão digital de áudio e de transmissão de sinal de TV digital comprimida.
O GSLV (Geosynchronous Satellite Launch Vehicle) sofreu uma queda de desempenho durante seu primeiro voo, resultando na colocação do satélite experimental em uma órbita de transferência geoestacionária (GTO) de 181 x 32,051 km, inclinação de 19,2 graus, com um apogeu cerca de 4.000 quilômetros abaixo da órbita pretendida de 185 x 35,975 km. O satélite utilizando o seu sistema de propulsão a bordo para aumentar tanto o seu apogeu como o perigeu da órbita geoestacionária, bem como para diminuir a inclinação orbital a zero, no entanto o seu propulsor foi esgotado antes de obter sucesso da tarefa de aumentar a sua órbita.
O satélite usava dois diferentes tanques de propelente, construídos na Alemanha e na Índia, o que resultou em um fluxo desigual de combustível, fazendo com que a nave se inclinasse. (Os dois tanques de combustível diferentes foram usados porque estavam disponíveis). A recuperação necessário usou mais propulsor do que o previsto, o satélite acabou não tendo propulsor esquerda para completar a sua manobra de circularização final. O satélite foi usado possivelmente para algumas experiências de comunicação, mas o propósito original de demonstrar a TV digital e de transmissões de áudio, bem como serviços de Internet não pode ser cumprida.
O estágio superior de criogênico 12KRB russo foi planejado para executar durante 710 segundos, mas a sua queima, aparentemente, durou apenas 698 segundo. Outra suspeita para o déficit é o sistema de navegação do veículo de lançamento que foi derivado do PSLV que voou apenas para órbitas baixas da Terra.

## Lançamento
O satélite foi lançado espaço no dia 18 de abril de 2001, às 10:13 UTC, por meio de veículo GSLV-D1 a partir do Centro Espacial de Satish Dhawan, na Índia. Ele tinha uma massa de lançamento de 1540 kg.

## Capacidade
O GSAT-1 era equipado com três transponders em banda C e dois em banda S.